# Zbór Kościoła Zmartwychwstałego w Tarnowskich Górach

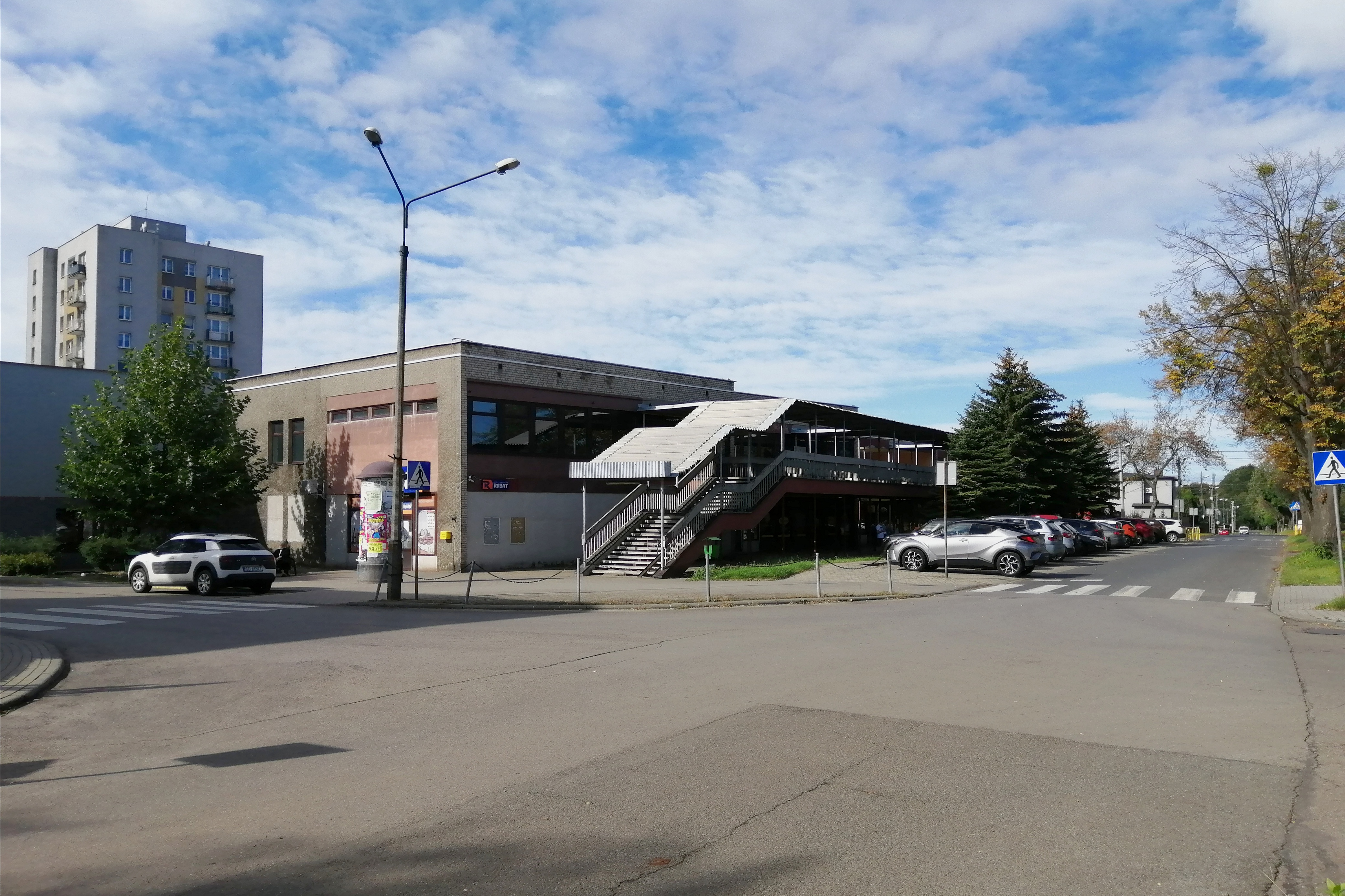
Pawilon przy ul. Słoneczników 41, siedziba zboru w latach 2008–2011

Zbór Kościoła Zmartwychwstałego w Tarnowskich Górach – zbór pentekostalny w Tarnowskich Górach.

## Historia
Zbór Kościoła Zielonoświątkowego w Tarnowskich Górach został utworzony w 1996 poprzez wydzielenie ze zboru „Betania” w Katowicach. 
Od czerwca 2008 tarnogórska wspólnota spotykała się w pawilonie zlokalizowanym na Osadzie Jana, w krótkim czasie zdecydowano o wynajęciu, a następnie zakupie obiektu dawnej hydroforni w dzielnicy Lasowice przy ul. Andersa 61. Budynek stał się własnością zboru w 2009, a w lutym 2010 przystąpiono do jego przebudowy, w wyniku której powstała nowa część z salą nabożeństw o powierzchni 300 m², mogąca pomieścić około 200 uczestników, natomiast w części o powierzchni ok. 200 m² mieszczącej dawną hydrofornię utworzono sale katechetyczne i miejsce prowadzenia szkółek niedzielnych. 
Na koniec 2010 zbór skupiał 208 wiernych, w tym 143 ochrzczonych członków.
Początkowo otwarcie nowej siedziby planowano na grudzień 2011, jednak do otwarcia obiektu doszło już w listopadzie 2011. 20 listopada miało miejsce ostatnie nabożeństwo na Osadzie Jana, natomiast 23 listopada odbyło się pierwsze spotkanie modlitewne w nowym budynku. 17 grudnia 2011 odbył się koncert dziękczynny za budowę. W momencie tym zbór skupiał około 200 wiernych, z czego ok. 140 oficjalnych członków z Tarnowskich Gór, jak również m.in. z Miasteczka Śląskiego, Piekar Śląskich, Piasku, Kalet, Bytomia, czy Radzionkowa.

## Działalność
Zbór Kościoła Zmartwychwstałego w Tarnowskich Górach współcześnie działa niezależnie od Kościoła Zielonoświątkowego w RP. Jest on wspólnotą o charakterze pentekostalnym, w której podstawową normę wiary i życia wyznacza Pismo Święte. Członkostwo w kościele warunkowane jest nawróceniem i przyjęciem chrztu wiary.
Zborem zarządza Rada Kościoła, którą tworzą starsi i diakoni. W Radzie zasiadają starsi: Czesław Ferdynand, Tomasz Ulfik i Henryk Zyzik.
Prowadzone są nabożeństwa niedzielne oraz tygodniowe. W trakcie niedzielnych nabożeństw odbywa się nauka dzieci w wieku szkolnym. Mają miejsce również spotkania młodzieżowe. Działają różnorakie służby, m.in. nauczająca i kaznodziejska, modlitewna, ewangelizacyjna oraz misyjna. W obsługę nabożeństw zaangażowana jest służba muzyczna i techniczna. Prowadzona jest działalność charytatywna oraz biblioteka. Odbywają się także otwarte zajęcia „Klubik Dobrej Nowiny”, skierowane do dzieci z Tarnowskich Gór i okolicy oraz wychowanków domu dziecka.